# Billy Brandt
Billy Brandt (Flint, Míchigan, Estados Unidos; 9 de abril de 1979) es un actor pornográfico gay estadounidense, ha trabajado desde los inicios de su carrera en las productoras Falcon Studios y Pacific Sun Entertainment.

## Biografía
Billy Brandt comenzó su carrera artística gay como bailarín en un club nocturno llamado "Starz", en South Bend (Indiana), luego de presentarse en Falcon Studios en el año 1999, quedó aceptado e inició su primera película llamada "Absolute Arid", filmada en Australia y cuyo rodaje duró un mes.

## Filmografía
| Año  | Título                 | Estudio                                |
| ---- | ---------------------- | -------------------------------------- |
| 2000 | No Way Out             | Falcon Studios                         |
| 2001 | Aim to please          | Mustang Studios                        |
| 2001 | Getting it at the Rave | Pacific Sun Entertainment              |
| 2002 | Lost on Sex Island     |                                        |
| 2003 | Down to Earth          | Giovanni American Images (GAI) Studios |
| 2003 | Totally Billy          | Billy Brandt Entertainment             |
| 2006 | From Top to Bottom     | Falcon Studios]                        |

- Datos: Q3178661
- Multimedia: Billy Brandt / Q3178661